# ケネディ・センター名誉賞

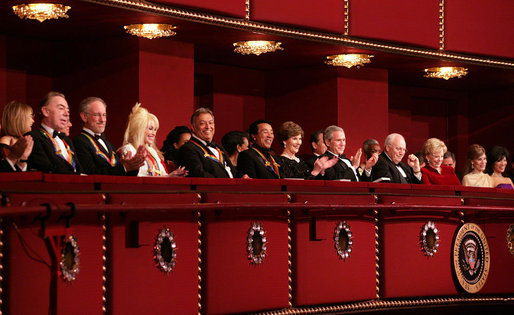
2006年の授賞式の様子。左側2人目からアンドルー・ロイド・ウェバー、スティーヴン・スピルバーグ、ドリー・パートン、ズービン・メータ、スモーキー・ロビンソン、ジョージ・W・ブッシュ大統領、ローラ・ブッシュ大統領夫人、ディック・チェイニー副大統領、リン・チェイニー副大統領夫人

ケネディ・センター名誉賞（The Kennedy Center Honors）は、舞台芸術（パフォーミング・アーツ）を通じてアメリカ文化に生涯にわたって貢献した人に贈られる賞である。1978年から毎年開催されており、毎年12月にワシントンD.C.のジョン・F・ケネディ・センター歌劇場で授賞式が行われる。

## 歴史
劇作家・映画プロデューサーのジョージ・スティーヴンス・ジュニアがダンサーのニック・ヴァノフと共に創設し、1978年に第1回の授賞式を開催した。スティーヴンスは2014年まで授賞式のプロデューサー兼共同脚本家として活動していたが、その後ケネディ・センターに制作権を売却した。
この賞は、1977年にアメリカン・フィルム・インスティチュート(AFI)の設立10周年を記念して始まった。ケネディ・センターの創立会長であるロジャー・L・スティーヴンスは、AFIの創立会長であるジョージ・スティーヴンス・ジュニアに、同センターのためのイベントを開催してほしいと依頼した。ジョージ・スティーヴンス・ジュニアはアイザック・スターンに声をかけ、テレビ局のCBSに売り込み、CBSが放映権を買い取った。第1回の受賞者とその授賞式開催の発表において、CBSの特番担当副社長のバーニー・ソフロンスキーは次のように述べた。
ジョージ（・スティーブンス）がこの話を持ちかけてきました。私たちがこれに興味を持ったのは、この種のショーが唯一であるということです。ヨーロッパをはじめとする多くの国には、俳優やスポーツ選手を称える賞があります。イギリスでは、女王のために御前上演が行われます。私たちは、社会に貢献した人は国を挙げて表彰するべきだと考えています。たまたまその時にポップレコードがヒットした人ではなく……。私たちの意図は、単に授賞式を開催するだけではありません。本当の意味での特別なものを作るために努力することです。
1978年の第1回授賞式の司会者はレナード・バーンスタイン、1979年の第2回ではエリック・セヴァライド（閉会はジーン・ケリー）、1980年の第3回ではビヴァリー・シルズだった。1981年から2002年まではウォルター・クロンカイト、2003年から2012年まではキャロライン・ケネディが司会を務めた。2013年にはグレン・クローズ、2014年から2016年まではスティーヴン・コルベアが司会を務めた。2017年には正式な司会者はいなかったが、キャロライン・ケネディが受賞者を紹介した。2018年と2020年にはグロリア・エステファン、2019年にはLL・クール・Jが司会を務めた。
2014年にジョージ・スティーヴンス・ジュニアがエグゼクティブ・プロデューサーを退任した後、2015年からはリッキー・キルシュナーとグレン・ウェイスが同職に就任した。
この賞は、授賞式の様子が生中継されない数少ない賞である。通常、クリスマスから新年の間に、約2時間に編集されたものがCBSで放送される。
2020年の授賞式は新型コロナウイルス感染拡大のために延期され、2021年3月に行われることが発表された。その後、再延期されて5月17日から5月22日の間に開催され、2021年6月6日に放送された。

### 選考プロセス
ケネディ・センターでは、この賞の受賞者の推薦のために、同センターの評議員2名と過去の受賞者や著名なアーティストで構成される諮問委員会を設置している。受賞者の推薦は一般からも受け付けている。評議員会の執行委員会は、音楽、ダンス、演劇、オペラ、映画、テレビのいずれかの分野における優れた業績に基づいて受賞者を選出する。選考結果は通常、7月から9月の間に発表される。

## 授賞式典
授賞式典は週末の2日間に渡って行われ、招待者のみが参加できる。授賞式典には、理事長の昼食会、国務省の晩餐会、ホワイトハウスのレセプション、そしてケネディ・センターでのガラ公演と夕食会が含まれる。
土曜日にケネディ・センターで開催される昼食会では、受賞者を囲んで理事長が歓迎のスピーチを行う。その日の夜、国務省で開催されるレセプションと晩餐会では、国務長官の司会のもとで受賞者が紹介され、理事長から賞のメダルが授与される。賞のメダルには幅の広い虹色の帯がつけられており、受賞者の首にかけられ、イベントがテレビで放映される際には目立つようになっているが、これはクリエイターのイワン・チェルマイェフによると、「舞台芸術における様々な技能のスペクトラム」を象徴している。
日曜日の夕方には、大統領とファーストレディが主催するホワイトハウスでのレセプションが行われ、その夜にケネディ・センターでの受賞者のガラ公演と夕食会が行われる。
2015年には、バラク・オバマ大統領が生中継で国民に向けて演説した後にガラ公演に出席した。2017年以前には、大統領がガラ公演に出席しなかったことが4回あった。ジミー・カーター大統領は人質事件のあった1979年12月のガラ公演を、ジョージ・H・W・ブッシュ大統領は1989年12月のガラ公演を、ビル・クリントン大統領は1994年のガラ公演をそれぞれ欠席した。
2017年8月19日、ホワイトハウスは、ドナルド・トランプ大統領とファーストレディのメラニア・トランプが、「受賞者が政治的な妨げを受けずにお祝いできるようにするため」、2017年のケネディ・センター名誉賞の受賞者を称えるイベントに参加しないことを決定したと発表した。2017年の授賞式は大統領夫妻の出席なしに12月3日に開催され、キャロライン・ケネディが司会を務め、受賞者を紹介した。授賞式前の土曜日の夜に行われる国務省での晩餐会はレックス・ティラーソン国務長官が主催し、ホワイトハウスでのレセプションは開催されなかった。トランプ大統領夫妻は、2018年、2019年の授賞式典にも参加しなかった。

## 受賞者

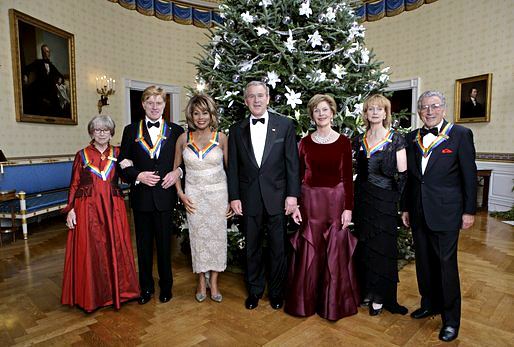
2005年の授賞式にて。左からジュリー・ハリス、ロバート・レッドフォード、ティナ・ターナー、スザンヌ・ファレル、トニー・ベネット、ジョージ・W・ブッシュ大統領、ローラ・ブッシュ大統領夫人（2005年12月4日、ホワイトハウスのブルー・ルームにて）

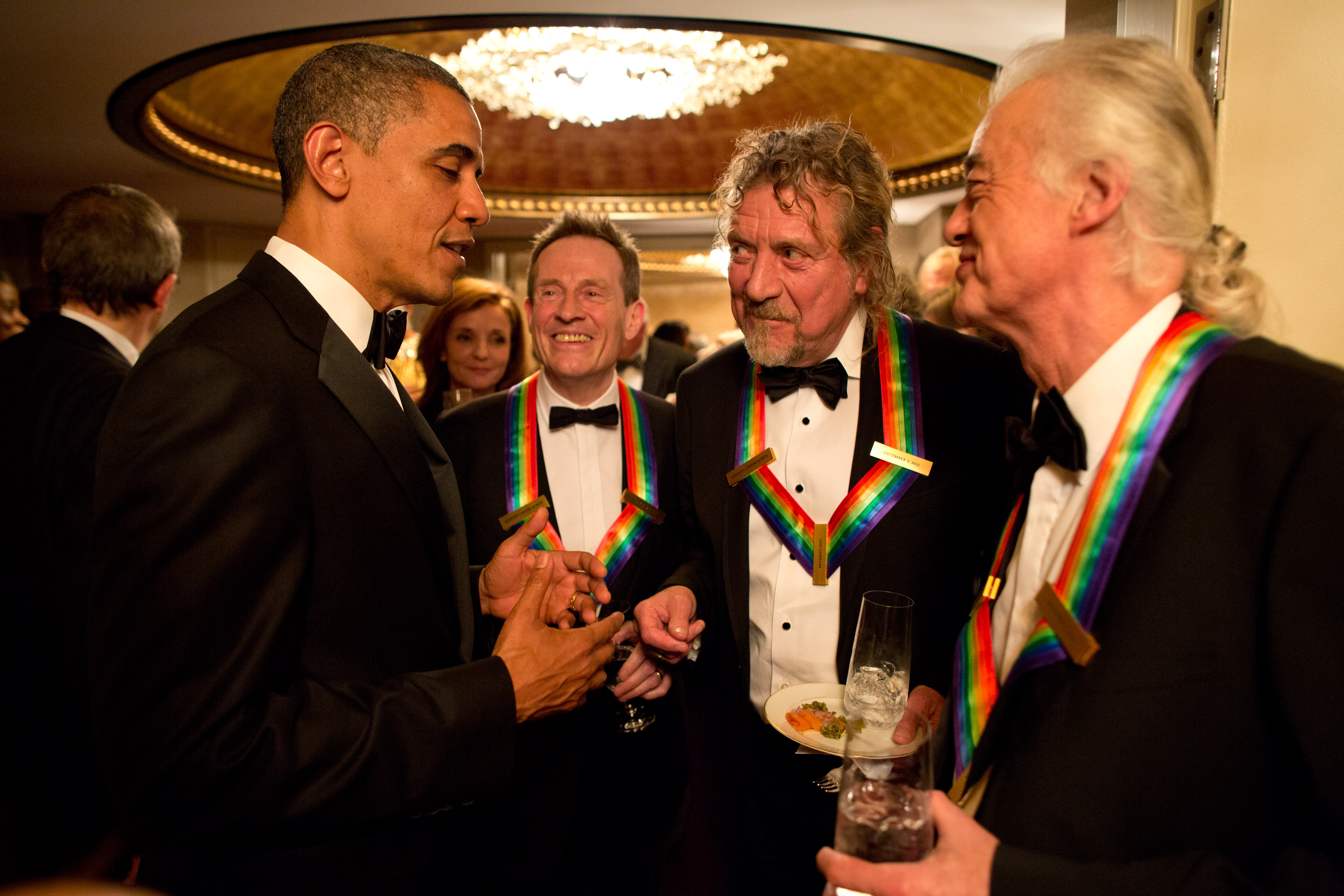
2012年に受賞したレッド・ツェッペリンの存命メンバーとバラク・オバマ大統領

この賞は、大半は個人に授与されている。1985年以降、デュオやグループに授与されたことが11回あり、その中には俳優である3組の夫婦が含まれている。ヒューム・クローニンとジェシカ・タンディ、ポール・ニューマンとジョアン・ウッドワード、オジー・デイヴィスとルビー・ディーである。ダンサーでは、ニコラス・ブラザーズ（ファヤードとハロルド）が受賞している。ミュージカルの作詞作曲においてアラン・ジェイ・ラーナーとフレデリック・ロウ、ベティ・コムデンとアドルフ・グリーン、フレッド・エブとジョン・カンダーの3組が、音楽グループでは、ザ・フー（ピート・タウンゼントとロジャー・ダルトリー）、レッド・ツェッペリン（ジョン・ポール・ジョーンズ、ジミー・ペイジ、ロバート・プラント）、イーグルス（ドン・ヘンリー、ティモシー・B・シュミット、ジョー・ウォルシュ、グレン・フライ）、アース・ウィンド・アンド・ファイアー（フィリップ・ベイリー、ヴァーダイン・ホワイト、ラルフ・ジョンソン、モーリス・ホワイト）の4組が受賞している。1998年にビル・コスビーに贈られた賞は、性的暴行の有罪判決を受けて、2018年に取り消された。
2018年には、「カテゴリーを超えた変革的な作品を生み出した先駆的なクリエイター」に贈られる賞が創設され、ミュージカル『ハミルトン』のクリエイターであるリン＝マニュエル・ミランダ、トーマス・カイル、アンディ・ブランケンビューラー、アレックス・ラカモアの4人に贈られた。
2019年には『セサミストリート』に対して賞が贈られ、初のテレビ番組に対する授賞となった。この番組の共同創設者であるジョーン・ガンツ・クーニーとロイド・モリセットが、同番組の全てのクリエイターを代表して賞を受け取った。

### 1970年代
- 1978年 - マリアン・アンダーソン、フレッド・アステア、ジョージ・バランシン、リチャード・ロジャース、アルトゥール・ルービンシュタイン
- 1979年 - アーロン・コープランド、エラ・フィッツジェラルド、ヘンリー・フォンダ、マーサ・グレアム, テネシー・ウィリアムズ

### 1980年代
- 1980年 - レナード・バーンスタイン、ジェームズ・キャグニー、アグネス・デ＝ミル、リン・フォンタン（英語版）、レオンティン・プライス
- 1981年 - カウント・ベイシー、ケーリー・グラント、ヘレン・ヘイズ、ジェローム・ロビンズ、ルドルフ・ゼルキン
- 1982年 - ジョージ・アボット（英語版）、リリアン・ギッシュ、ベニー・グッドマン、ジーン・ケリー、 ユージン・オーマンディ
- 1983年 - キャサリン・ダナム、エリア・カザン、フランク・シナトラ、ジェームズ・ステュアート、ヴァージル・トムソン
- 1984年 - レナ・ホーン、ダニー・ケイ、ジャン＝カルロ・メノッティ、アーサー・ミラー、 アイザック・スターン
- 1985年 - マース・カニンガム、アイリーン・ダン、ボブ・ホープ、アラン・ジェイ・ラーナーとフレデリック・ロウ（英語版）、ビヴァリー・シルズ
- 1986年 - ルシル・ボール、レイ・チャールズ、ヒューム・クローニンとジェシカ・タンディ、ユーディ・メニューイン、 アントニー・チューダー
- 1987年 - ペリー・コモ、ベティ・デイヴィス、サミー・デイヴィスJr.、ナタン・ミルシテイン、アルウィン・ニコライ（英語版）
- 1988年 - アルビン・エイリー（英語版）、ジョージ・バーンズ、マーナ・ロイ、アレクサンダー・シュナイダー、ロジャー・L・スティーブンス（英語版）
- 1989年 - ハリー・ベラフォンテ、クローデット・コルベール、アレクサンドラ・ダニロワ、メアリー・マーティン（英語版）、ウィリアム・シューマン

### 1990年代
- 1990年 - ディジー・ガレスピー、キャサリン・ヘプバーン、リーゼ・スティーヴンス、ジューリー・スタイン、 ビリー・ワイルダー
- 1991年 - ロイ・エイカフ、ベティ・コムデンとアドルフ・グリーン、ニコラス・ブラザーズ（ファヤード（英語版）とハロルド（英語版））、グレゴリー・ペック、 ロバート・ショウ
- 1992年 - ライオネル・ハンプトン、ポール・ニューマンとジョアン・ウッドワード、ジンジャー・ロジャース、ムスティスラフ・ロストロポーヴィチ、 ポール・テイラー（英語版）
- 1993年 - ジョニー・カーソン、アーサー・ミッチェル（英語版）、ゲオルク・ショルティ、スティーヴン・ソンドハイム、 マリオン・ウィリアムズ（英語版）
- 1994年 - カーク・ダグラス、アレサ・フランクリン、モートン・グールド、ハロルド・プリンス、 ピート・シーガー
- 1995年 - ジャック・ダンボワーズ（英語版）、マリリン・ホーン、B.B.キング、シドニー・ポワチエ、 ニール・サイモン
- 1996年 - エドワード・オールビー、ベニー・カーター、ジョニー・キャッシュ、ジャック・レモン、 マリア・トールチーフ
- 1997年 - ローレン・バコール、ボブ・ディラン、チャールトン・ヘストン、ジェシー・ノーマン、 エドワード・ビレラ（英語版）
- 1998年 - フレッド・エブ（英語版）とジョン・カンダー（英語版）、ウィリー・ネルソン、アンドレ・プレヴィン、 シャーリー・テンプル（ビル・コスビーも受賞したが、2018年に取り消された[25]）
- 1999年 - ヴィクター・ボーグ、ショーン・コネリー、ジュディス・ジェイミソン（英語版）、ジェイソン・ロバーズ、 スティーヴィー・ワンダー

### 2000年代

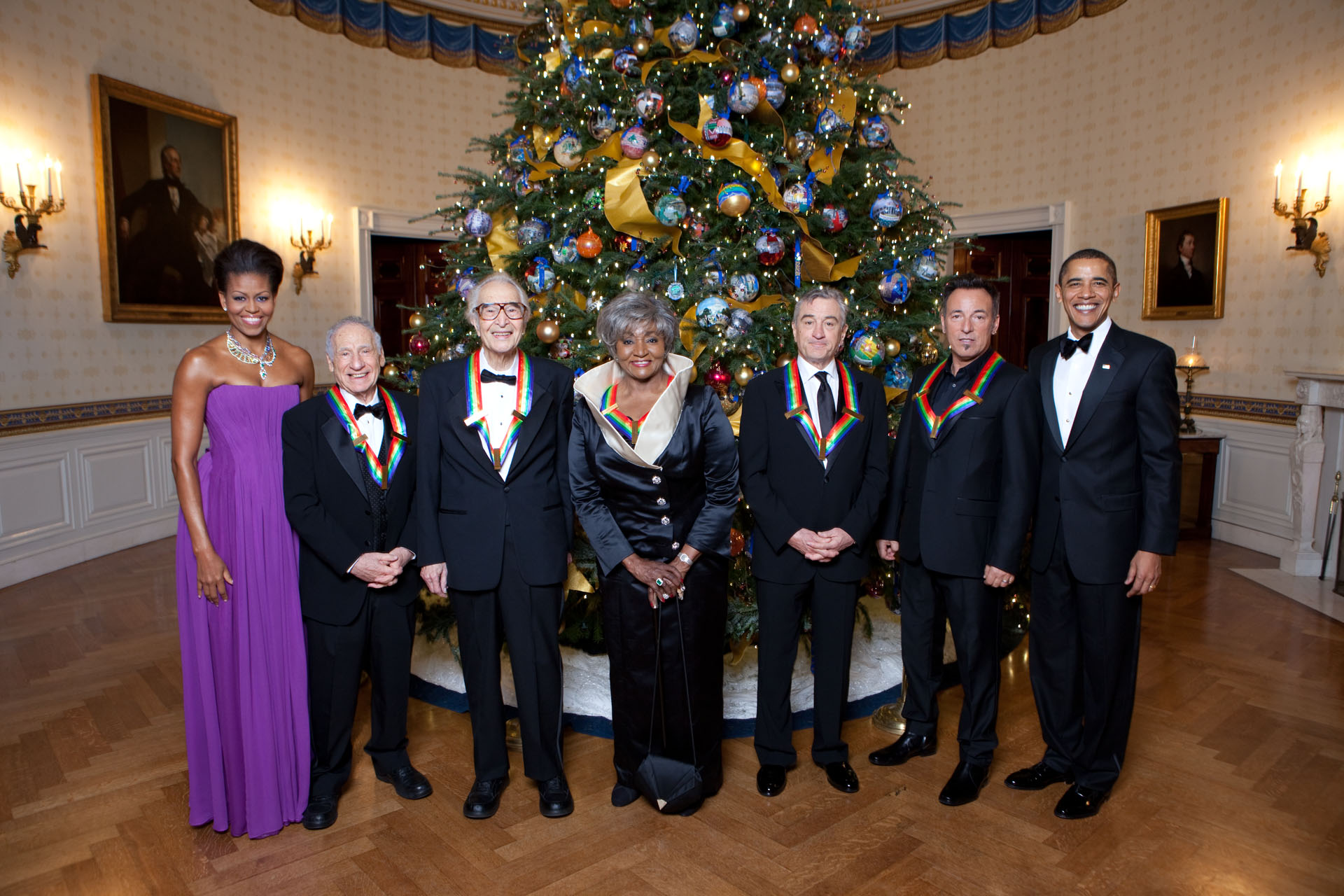
2009年の授賞式。左からミシェル・オバマ大統領夫人、メル・ブルックス、デイヴ・ブルーベック、グレース・バンブリー、ロバート・デ・ニーロ、ブルース・スプリングスティーン、バラク・オバマ大統領（2009年12月6日、ホワイトハウスのブルー・ルームにて）

- 2000年 - ミハイル・バリシニコフ、チャック・ベリー、プラシド・ドミンゴ、クリント・イーストウッド、 アンジェラ・ランズベリー
- 2001年 - ジュリー・アンドリュース、ヴァン・クライバーン、クインシー・ジョーンズ、ジャック・ニコルソン、 ルチアーノ・パヴァロッティ
- 2002年 - ジェームズ・アール・ジョーンズ、ジェームズ・レヴァイン、チタ・リヴェラ（英語版）、ポール・サイモン、 エリザベス・テイラー
- 2003年 - ジェームス・ブラウン、キャロル・バーネット、ロレッタ・リン、マイク・ニコルズ、イツァーク・パールマン
- 2004年 - ウォーレン・ベイティ、オジー・デイヴィスとルビー・ディー、エルトン・ジョン、ジョーン・サザーランド、 ジョン・ウィリアムズ
- 2005年 - トニー・ベネット、スザンヌ・ファレル、ジュリー・ハリス、ロバート・レッドフォード、ティナ・ターナー
- 2006年 - アンドルー・ロイド・ウェバー、ズービン・メータ、ドリー・パートン、スモーキー・ロビンソン、スティーヴン・スピルバーグ
- 2007年 - レオン・フライシャー、スティーヴ・マーティン、ダイアナ・ロス、マーティン・スコセッシ、ブライアン・ウィルソン
- 2008年 - モーガン・フリーマン、ジョージ・ジョーンズ、バーブラ・ストライサンド、トワイラ・サープ、ザ・フー（ピート・タウンゼント、ロジャー・ダルトリー）
- 2009年 - メル・ブルックス、デイヴ・ブルーベック、グレース・バンブリー、ロバート・デ・ニーロ、ブルース・スプリングスティーン

### 2010年代
- 2010年 - マール・ハガード（英語版）、ジェリー・ハーマン（英語版）、ビル・T・ジョーンズ（英語版）、ポール・マッカートニー, オプラ・ウィンフリー
- 2011年 - バーバラ・クック（英語版）、ニール・ダイアモンド、ヨーヨー・マ、ソニー・ロリンズ, メリル・ストリープ[26]
- 2012年 - バディ・ガイ、ダスティン・ホフマン、デイヴィッド・レターマン、ナタリア・マカロワ、レッド・ツェッペリン（ジョン・ポール・ジョーンズ、ジミー・ペイジ、ロバート・プラント）[27]
- 2013年 - マーティナ・アーロヨ（英語版）、ハービー・ハンコック、ビリー・ジョエル、シャーリー・マクレーン、カルロス・サンタナ[28]
- 2014年 - アル・グリーン、トム・ハンクス[29]、パトリシア・マクブライド（英語版）、スティング、リリー・トムリン[30]
- 2015年 - キャロル・キング、ジョージ・ルーカス、リタ・モレノ、小澤征爾、シシリー・タイソン[31]
- 2016年 - マルタ・アルゲリッチ、イーグルス（ドン・ヘンリー、ティモシー・B・シュミット、ジョー・ウォルシュ、グレン・フライ）[32]、アル・パチーノ、メイヴィス・ステイプルズ、ジェームス・テイラー[33][34]
- 2017年 - カルメン・デ・ラバレイド（英語版）、グロリア・エステファン、LL・クール・J、ノーマン・リア（英語版）、ライオネル・リッチー
- 2018年 - シェール、フィリップ・グラス、リーバ・マッキンタイア、ウェイン・ショーター、『ハミルトン』のクリエイター（リン＝マニュエル・ミランダ、トーマス・カイル（英語版）、アンディ・ブランケンビューラー（英語版）、アレックス・ラカモア（英語版））[23]
- 2019年 - アース・ウィンド・アンド・ファイアー（フィリップ・ベイリー、ヴァーダイン・ホワイト、ラルフ・ジョンソン（英語版）、モーリス・ホワイト）、サリー・フィールド、リンダ・ロンシュタット、『セサミストリート』（ジョーン・ガンツ・クーニー、ロイド・モリセット（英語版））、マイケル・ティルソン・トーマス[24]

### 2020年代
- 2020年 - デビー・アレン（英語版）、ジョーン・バエズ、ガース・ブルックス、五嶋みどり、ディック・ヴァン・ダイク[35]
- 2021年 - フスティーノ・ディアス（英語版）、ベリー・ゴーディ、ローン・マイケルズ、ベット・ミドラー、ジョニ・ミッチェル[36]

## 受賞辞退・受賞延期など
ピアニストのウラディミール・ホロヴィッツが受賞する予定だったが、ホロヴィッツが「午後4時に一人で受賞すること」を条件にしたため、選考委員会は授賞を撤回した。
女優のキャサリン・ヘップバーンは、最初の授賞は辞退したが、1990年には承諾した。
ドリス・デイは、飛行機恐怖症のために授賞式に出席できないとして、何度も辞退した。
1987年にアーヴィング・バーリンを見落としているという批判があったため、彼への授賞を検討していたところ、100歳の誕生日（1988年5月11日）以降に受賞したいというバーリンの意向がケネディ・センターに知らされた。また、バーリンは脳卒中の後遺症で体調が悪く、車椅子を使用しており、公の場に出ることができなかった。ケネディ・センターは、1987年のガラで彼に特別な賛辞を捧げることにした。バーリンは1989年9月に101歳で亡くなった。
ポール・マッカートニーは2002年に受賞者に選ばれたが、従兄弟の結婚式を予定していたという「避けられない個人的な義務」のために出席できなかった。ケネディ・センターは当初、マッカートニーの受賞は翌年に延期されるとしていたが、2003年8月にマッカートニーに賞は与えないと発表した。マッカートニーはその後、2010年に受賞した。
メル・ブルックスは、ジョージ・W・ブッシュの在任中に受賞者に選ばれたが、ブッシュのイラク政策に嫌悪感を抱いていたために受賞を拒否した。ブルックスは、バラク・オバマが大統領になった最初の年である2009年にこの賞を受賞している。
イーグルスは2015年の受賞者に選ばれていたが、授賞式の1か月前、グレン・フライが腸の病気で大手術を受け、長い回復期間が必要となったため、授賞が翌年に延期された。2015年の授賞式では、カントリー歌手のミランダ・ランバートが『ならず者』を歌い、本来この年に受賞するはずだったイーグルスを讃えた。フライは2016年1月18日に亡くなったが、ケネディ・センターは彼と生き残った3人のメンバーを2016年の受賞者に選出した。
2017年の受賞者のノーマン・リアは、受賞はするが、ホワイトハウスでの式典をボイコットすると発表した。その理由として、ドナルド・トランプ大統領が全米人文科学基金と全米芸術基金の廃止を提案していることを挙げた。トランプ大統領夫妻は、「栄誉ある人々が政治的な妨げを受けずにお祝いできるように」との理由で、大統領夫妻としては初めてこの賞のイベントを欠席することを発表し、この年のホワイトハウスでの式典は行われなかった。